# 274è Esquadró de la RAF

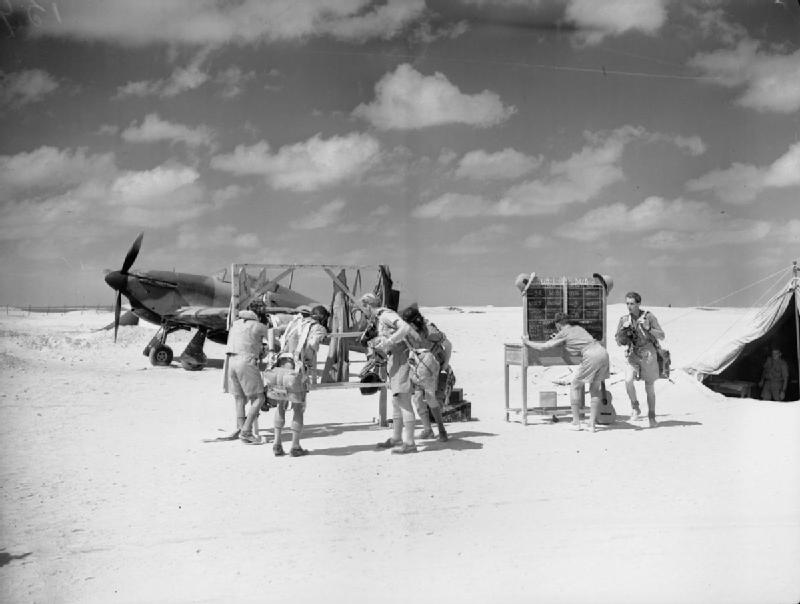
Pilots del 274è Esquadró a Egipte

El 274è Esquadró de la RAF va ser un esquadró que serví durant la Segona Guerra Mundial en diversos escenaris, la major part del conflicte com a esquadró de caça al nord d'Àfrica

## Història
Creat com un esquadró anti-submarí, dotat amb Vickers Vimys a Seaton Carew, a partir de novembre de 1918, pocs dies abans del final de la Primera Guerra Mundial, mai no va arribar a ser format i el nombre va ser transferit al 5è Esquadró (Comunicacions) a Bircham Newton. L'esquadró va rebre Handley Page V/1500s, però després dels entrenaments, es decidí que es concentrarien en bombarders bimotors més petits i la unitat va ser dissoldre's el 30 de gener de 1920, amb el seu personal formant el nucli de l'esquadró 207.
El 19 d'agost de 1940 tornà a ser reformat a Amriya (Egipte) com a esquadró de caces, consistent amb una Ala A dotada de Hurricanes i una Ala B amb Gladiators;, així com l'Ala Francesa, que provenia del 80è Esquadró, que usava dos caces Morane 406 i dos avions de reconeixement Potez 63-11 però la situació no trigà a canviar, car els francesos marxaren al setembre i a l'octubre l'Ala B va ser reequipada també amb Hurricanes.
Entre desembre de 1940 i maig de 1942 l'esquadró participà en les operacions de caça al Desert Occidental, amb períodes dedicats a tasques defensives a Egipte. Al maig de 1942 els avions de l'esquadró van ser convertits a un paper de caça bombarder i començà a realitzar operacions d'atac contra objectius terrestres en suport del Vuitè Exèrcit, especialment durant la batalla d'El Alamein, i començà a avançar a través de Líbia a mesura que el Vuitè Exèrcit anava capturant aeròdroms. Quan l'esquadró arribà a Tunísia tornà al seu paper de defensa aèria, cobrint combois per la costa Líbia i rebent diversos Spitfires a l'abril de 1943.
Al setembre l'esquadró es traslladà a Xipre, on va canviar tots els seus avions per Spitfires durant el mes d'octubre. Al febrer de 1944 va ser traslladat a Itàlia realitzant operacions ofensives contra els Balcans, en suport dels partisans Però el 10 d'abril de 1944, l'esquadró va ser traslladat al Regne Unit i instal·lat el 24 d'abril a Hornchurch. A partir d'aquell moment formava part de la 2a Força Aèria Tàctica i realitzà diverses missions con connexió amb la imminent invasió i donà cobertura aèria a les forces d'invasió.
Durant el mes d'agost va rebre els nous Hawkers Tempest V, i immediatament destinat a combatre les bombes volants V-1 llançades contra Gran Bretanya en aquells moments, reclamant 15 victòries sobre les V-1 mentre que operava amb l'Ala Manston conjuntament amb el 80è Esquadró. Un cop desaparegué l'amenaça de les V-1, l'esquadró es traslladà al continent, reunint-se amb la 2a Força Aèria Tàctica al setembre. Amb base als Països Baixos, l'esquadró passà a formar part de l'Ala 122, conjuntament amb quatre esquadrons més dotats amb Tempests. Allà continuà donant suport als exèrcits aliats mentre que s'apropaven a Alemanya; realitzant missions de llarg reconeixement sobre Alemanya, on a vegades van haver de fer front al reactor Me 262. En aquest període, el 23 de gener els cinc esquadrons de l'ala van entrar en combat, reclamant 23 victòries en total. El setembre del 1945 les tripulacions tornaren a Warmwell, i l'esquadró va ser dissolt fusionant-se amb l'esquadró 174.

## Avions emprats
Agost-Octubre 1940: Gloster Gladiator II
Agost 1940-Octubre 1941: Hawker Hurricane I
Octubre 1941-Octubre 1943: Hawker Hurricane IIB i IIC
Abril 1943-Abril 1944: Supermarine Spitfire VB and VC
Maig-Agost 1944: Supermarine Spitfire IX
Agost 1944-Setembre 1945: Hawker Tempest V